# Saad Bakhit Mubarak
Saad Bakhit Mubarak (ur. 15 października 1970) – emiracki piłkarz występujący podczas kariery na pozycji pomocnika.

## Kariera klubowa
Podczas piłkarskiej kariery Bakhit występował w Al-Shabab Dubaj i Al-Jazira Club. Z Al-Shabab zdobył Mistrzostwo Zjednoczonych Emiratów Arabskich w 1995 oraz Puchar Emira w 1997.

## Kariera reprezentacyjna
Bakhit występował w reprezentacji ZEA w latach 1992-2001. W 1992 uczestniczył w Pucharze Azji. Reprezentacja ZEA zajęła na tym turnieju czwarte miejsce. Na turnieju wystąpił w trzech meczach z Japonią, Iranem i Koreą Północną.
W 1993 roku uczestniczył w eliminacjach do Mistrzostw Świata 1994. W 1996 uczestniczył w Pucharze Azji, który był rozgrywany na stadionach w Zjednoczonych Emiratach Arabskich. Reprezentacja ZEA zajęła na tym turnieju drugie miejsce. Na turnieju wystąpił we wszystkich sześciu meczach z Koreą Południową, Kuwejtem, Indonezją, Irakiem, ponownie Kuwejtem i Arabią Saudyjską. 
W 1997 roku uczestniczył w eliminacjach do Mistrzostw Świata 1998 oraz w Pucharze Konfederacji. Na tej ostatniej imprezie wystąpił we wszystkich trzech meczach ZEA z Urugwajem, RPA i Czechami. W 2001 roku uczestniczył w eliminacjach do Mistrzostw Świata 2002.

## Beach soccer
Po zakończeniu kariery piłkarskiej Bakhit zaczął uprawiać piłkę nożną plażową. W latach 2007–2009 trzykrotnie uczestniczył w Mistrzostwach świata, a w 2007 i 2008 zdobył Mistrzostwo Azji.